# 東京サンビームズ
東京サンビームズ（とうきょうサンビームズ、Tokyo Sunbeams）は、東京都中央区を拠点とする女子バレーボールチームである。チーム運営はTGCゼネラルサービス（戸田建設子会社）。2025-26シーズンはV.LEAGUE WOMENに所属。

## 概要
人材派遣業のグリーン・サポート・システムズで派遣社員として数名のバレーボール経験者が入社したころに「バレーボールを始めたい」という話がきっかけで、2004年3月に創部、東京都バレーボール協会に登録した。2008年V・チャレンジリーグに昇格。
チーム名『サンビームズ』とは、太陽のようにいつも明るく輝きを失わないチームカラーと太陽光線のように速い攻撃を身上として名づけられた。チームロゴに描かれているキャラクターは『サンビームズ君』であり、頭に乗せているキャップはゴルフ場のグリーンを表していて、事業の発祥がゴルフ場への人材派遣から始まっていることを表している。
ホームゲームは、ホームタウンである東京都や、関連会社がありサブホームタウンである群馬県内の体育館などで開催される。
後援会が設立されている。また、出張バレーボール教室も行われている。
バレーボールをしていても東京都の進路先にバレーボールを続けられる会社がないため、それらの選手たちの進路先となり徐々に力をつけたという。バレーボール選手である前に社会人として自立し誰からも信頼される人を目指すのがチームの原点であり、選手が社員として通常勤務をこなしていて十分な練習時間が確保できない中でV・チャレンジリーグに挑んでいる。
同社代表取締役社長の笛木彰が、監督を務めていた時期もあり、現在は総監督を務める。

## 歴史
2004年3月にグリーン・サポート・システムズ社内にて創部し、東京都バレーボール協会に登録。
同社代表取締役の笛木彰が監督を務め、2006年に地域リーグに参加。2007年、全日本実業団優勝大会に優勝。2008年、第28回地域リーグの1次リーグ及びプレーオフにて準優勝を収め、V・チャレンジリーグ昇格が決定。V・チャレンジリーグ参戦を前にして、チーム名を『GSSサンビームズ』とした。
初参戦となった2008/09V・チャレンジリーグは、なかなか勝利に届かなかったもの、2009年2月1日に柏エンゼルクロスを3-1で破り、V・チャレンジリーグ初勝利を挙げる。しかし、その後勝てずに1勝17敗の最下位で終わる。2009/10V・チャレンジリーグでは、1勝も出来ずに終了。続く2010/11V・チャレンジリーグでも、勝てずに終了となる。
2011年に佐々木雄司を監督に迎える。2011/12V・チャレンジリーグでも、前半戦は勝てずに終えるが、2012年2月25日にBefcoビービースターズをストレートで降し、V・チャレンジリーグで3年ぶりの勝利となり、連敗を61で止めた。翌週には上位のPFUブルーキャッツにもストレートで勝ち、最下位で終わるもの、自己最高の2勝を挙げてシーズンを終えた。しかし、2012/13V・チャレンジリーグでは、リーグを通して1セットも取ることが出来ずに全敗で終わる悔しいシーズンとなった。リーグ終了後、佐々木監督が退任し、笛木が監督に復帰した。
2014/15のVチャレンジリーグでは9位となり、リーグ再編に伴いチャレンジリーグIIに組み込まれた。
2016/17シーズンより登録チーム名を「GSS東京サンビームズ」に改称。
2018-19シーズン、当年度より始まる新生V.LEAGUEでV2に編入。
2019-20シーズン、V2で2部リーグ自己最高となる準優勝を果たした（S2ライセンスのためV・チャレンジマッチには出場できず）。
V2準優勝を受けてS1ライセンスを目指すかどうかが注目されたが、2020年7月19日、代表・笛木彰名義で、S2ライセンスを選択し純粋アマチュアチームとしてV2リーグで長く戦い続けることを表明した（ほかに新型コロナウイルス流行の影響やプロ化を目指すV1リーグとの方向性の違いなども理由に挙げている）。
2020-21シーズン、新型コロナウイルス感染症の流行による緊急事態宣言を受け、V2の2021年1月以降の試合出場を辞退した。
2022年4月より、高校・大学在学中の女子選手を対象としたインターンシップ制度の導入を開始した。
2024年4月、運営母体のグリーン・サポート・システムズ株式会社の全株式を戸田建設株式会社に譲渡し、同社の完全子会社であるTGCゼネラルサービス株式会社を親会社とするチームとなることが決まった。新チーム名は「東京サンビームズ」となり、GMに近藤勝則、部長に真島誠司、コーチにはチームOGの宮川沙麻亜が就任する。

## 成績

### 主な成績
チャレンジリーグ、V.LEAGUE DIVISION2 WOMEN
- 優勝なし
- 準優勝1回(2019-20)

黒鷲旗全日本選抜大会
- 優勝なし
- 準優勝なし

### 年度別成績

#### V・プレミアリーグ / V・チャレンジリーグ
| 所属         | 年度    | 最終 順位 | 参加 チーム数 | レギュラーラウンド | レギュラーラウンド | レギュラーラウンド | レギュラーラウンド | ポストシーズン | ポストシーズン | ポストシーズン |
| 所属         | 年度    | 最終 順位 | 参加 チーム数 | 順位               | 試合               | 勝                 | 敗                 | 試合           | 勝             | 敗             |
| ------------ | ------- | --------- | ------------- | ------------------ | ------------------ | ------------------ | ------------------ | -------------- | -------------- | -------------- |
| チャレンジ   | 2008/09 | 10位      | 10チーム      | 10位               | 18                 | 1                  | 17                 | -              | -              | -              |
| チャレンジ   | 2009/10 | 12位      | 12チーム      | 12位               | 11                 | 0                  | 11                 | 5              | 0              | 5              |
| チャレンジ   | 2010/11 | 12位      | 12チーム      | 12位               | 20                 | 0                  | 20                 | -              | -              | -              |
| チャレンジ   | 2011/12 | 12位      | 12チーム      | 12位               | 22                 | 2                  | 20                 | -              | -              | -              |
| チャレンジ   | 2012/13 | 10位      | 10チーム      | 10位               | 18                 | 0                  | 18                 | -              | -              | -              |
| チャレンジ   | 2013/14 | 10位      | 10チーム      | 10位               | 18                 | 0                  | 18                 | -              | -              | -              |
| チャレンジ   | 2014/15 | 9位       | 10チーム      | 9位                | 18                 | 4                  | 14                 | -              | -              | -              |
| チャレンジII | 2015/16 | 3位       | 5チーム       | 3位                | 16                 | 10                 | 6                  | -              | -              | -              |
| チャレンジII | 2016/17 | 5位       | 6チーム       | 5位                | 15                 | 5                  | 10                 | -              | -              | -              |
| チャレンジII | 2017/18 | 3位       | 6チーム       | 3位                | 15                 | 9                  | 6                  | -              | -              | -              |

#### V.LEAGUE (2018-2024)
| 所属      | 年度    | 最終 順位 | 参加 チーム数 | レギュラーラウンド | レギュラーラウンド | レギュラーラウンド | レギュラーラウンド | ポストシーズン | ポストシーズン | ポストシーズン | 備考                                         |
| 所属      | 年度    | 最終 順位 | 参加 チーム数 | 順位               | 試合               | 勝                 | 敗                 | 試合           | 勝             | 敗             | 備考                                         |
| --------- | ------- | --------- | ------------- | ------------------ | ------------------ | ------------------ | ------------------ | -------------- | -------------- | -------------- | -------------------------------------------- |
| DIVISION2 | 2018-19 | 6位       | 10チーム      | 6位                | 18                 | 9                  | 9                  | 5              | 0              | 5              |                                              |
| DIVISION2 | 2019-20 | 準優勝    | 8チーム       | 2位                | 21                 | 12                 | 9                  | -              | -              | -              |                                              |
| DIVISION2 | 2020-21 | 8位       | 9チーム       | 8位                | 10                 | 2                  | 8                  | -              | -              | -              |                                              |
| DIVISION2 | 2021-22 | 4位       | 10チーム      | 4位                | 17                 | 8                  | 9                  | 3              | 1              | 2              | レギュラーラウンドは不戦勝4、不戦敗2を含む。 |
| DIVISION2 | 2022-23 | 7位       | 11チーム      | 7位                | 20                 | 8                  | 12                 | -              | -              | -              |                                              |
| DIVISION2 | 2023-24 | 10位      | 10チーム      | 10位               | 18                 | 1                  | 17                 | -              | -              | -              |                                              |

#### SV.LEAGUE / V.LEAGUE
| 所属     | 年度    | 最終 順位 | 参加 チーム数 | レギュラーラウンド | レギュラーラウンド | レギュラーラウンド | レギュラーラウンド | ポストシーズン | ポストシーズン | ポストシーズン | 備考 |
| 所属     | 年度    | 最終 順位 | 参加 チーム数 | 順位               | 試合               | 勝                 | 敗                 | 試合           | 勝             | 敗             | 備考 |
| -------- | ------- | --------- | ------------- | ------------------ | ------------------ | ------------------ | ------------------ | -------------- | -------------- | -------------- | ---- |
| V.LEAGUE | 2024-25 | 8位       | 11チーム      | 8位                | 28                 | 9                  | 19                 | -              | -              | -              |      |

## 選手・スタッフ(2025-26)

### 選手
| 背番号                                                                       | 名前       | シャツネーム | 生年月日（年齢）       | 身長 | 国籍 | Pos | 在籍年  | 前所属           | 備考         |
| ---------------------------------------------------------------------------- | ---------- | ------------ | ---------------------- | ---- | ---- | --- | ------- | ---------------- | ------------ |
| 1                                                                            | 森田英莉   | MORITA       | 2000年8月23日（24歳）  | 164  | 日本 | L   | 2022年- | 中央大学         | キャプテン   |
| 3                                                                            | 小泉海藍   | KOIZUMI      | 2001年3月1日（24歳）   | 170  | 日本 | OH  | 2021年- | 武蔵丘短期大学   |              |
| 5                                                                            | 竹内桜     | TAKEUCHI     | 2002年5月20日（23歳）  | 158  | 日本 | L   | 2024年- | 日本体育大学     | 新人         |
| 6                                                                            | 谷畑千咲   | TANIHATA     | 2003年2月9日（22歳）   | 166  | 日本 | OH  | 2024年- | 日本女子体育大学 | 新人         |
| 8                                                                            | 野口夕詠   | NOGUCHI      | 2002年8月18日（22歳）  | 158  | 日本 | S   | 2024年- | 北翔大学         | 新人         |
| 9                                                                            | 関沢小雪   | SEKIZAWA     | 2001年1月8日（24歳）   | 171  | 日本 | OP  | 2025年- | 信州Aries        | 移籍加入     |
| 12                                                                           | 根本七緒   | NEMOTO       | 2002年3月2日（23歳）   | 165  | 日本 | OH  | 2024年- | 国際武道大学     |              |
| 13                                                                           | 今村芽維   | IMAMURA      | 2001年10月18日（23歳） | 165  | 日本 | S   | 2024年- | 関西福祉大学     |              |
| 14                                                                           | 市野伶菜   | ICHINO       | 2002年1月17日（23歳）  | 164  | 日本 | OH  | 2024年- | 中部学院大学     |              |
| 15                                                                           | 大関紗里衣 | OHZEKI       | 2001年10月8日（23歳）  | 167  | 日本 | OP  | 2024年- | 神奈川大学       |              |
| 18                                                                           | 内山明衣   | UCHIYAMA     | 1999年11月4日（25歳）  | 165  | 日本 | OH  | 2024年- | ヴィアーレ兵庫   |              |
| 19                                                                           | 川村咲貴   | KAWAMURA     | 2002年3月9日（23歳）   | 175  | 日本 | MB  | 2024年- | 千葉             |              |
| 20                                                                           | 久保木若菜 | KUBOKI       | 2002年3月6日（23歳）   | 171  | 日本 | OH  | 2024年- | 千葉             | 副キャプテン |
| 22                                                                           | 山崎栞     | YAMAZAKI     | 2003年2月1日（22歳）   | 174  | 日本 | OP  | 2024年- | 桜美林大学       | 新人         |
| 23                                                                           | 鳥越明日香 | TORIGOE      | 2002年9月14日（22歳）  | 158  | 日本 | L   | 2024年- | 金城大学         | 新人         |
| 出典：チーム新体制発表 チーム公式サイト Vリーグ公式サイト 更新：2025年7月3日 |            |              |                        |      |      |     |         |                  |              |

### スタッフ
| 役職                                      | 名前       | 備考 |
| ----------------------------------------- | ---------- | ---- |
| GM                                        | 佐藤洋     | 新任 |
| チームアドバイザー                        | 近藤勝則   |      |
| 部長                                      | 真島誠司   |      |
| 副部長                                    | 長澤忠広   |      |
| 企画部長                                  | 岡野實     |      |
| 監督                                      | 笛木彰     |      |
| 事務局                                    | 岩島みなみ |      |
| 事務局                                    | 初貝杏奈   |      |
| 事務局                                    | 市川瑞姫   |      |
| 出典：チーム公式サイト 更新：2025年6月8日 |            |      |

## 在籍していた主な選手
- 宮川紗麻亜
- 遠藤りつこ
- 色摩知巳
- 愛宕諒子
- 合屋咲希
- 上沢沙織
- 清田萌
- サビーナ・アルティンベコワ
- 付欣田